# Angelo Colaco
Angelo Colaco (sinh ngày 23 tháng 1 năm 1989) là một cầu thủ bóng đá người Ấn Độ thi đấu ở vị trí tiền vệ cho Vasco S.C. ở I-League 2nd Division.

## Sự nghiệp

### Vasco
Colaco has thi đấu ở Cúp Liên đoàn và I-League cho Vasco.